# Dick Hanley
Richard Dennis Hanley-detto Dick- (Evanston, 19 febbraio 1936 – Skokie, 11 maggio 2022) è stato un nuotatore statunitense.

## Palmarès
- Olimpiadi

Melbourne 1956: argento nella staffetta 4x200 m sl